# ولادیمیر ۷۶۳۳
سیارک ۷۶۳۳ (به انگلیسی: 7633 Volodymyr، نامگذاری:1982UD7) هفت هزار و ششصد و سی و سومین سیارک کشف شده‌است که در ۲۱ اکتبر ۱۹۸۲ کشف شد.
قدر مطلق سیارک برابر ۱۳٫۳۰ است.